# Relations entre le Canada et la Colombie
Les relations entre le Canada et la Colombie sont établies en 1953 avec l'ouverture d'une ambassade canadienne à Bogota et d'une ambassade colombienne à Ottawa. La Colombie a par ailleurs deux consulats à Montréal et Toronto. Les deux États sont membres de l'Organisation des États américains.

## Relations économiques
Un accord de libre-échange a été signé entre les deux États en 2008, et est entré en vigueur en 2010, engageant dans les dix prochaines années la Colombie à réduire à 98 % ses droits de douane perçus sur les biens exportés au Canada. En février 2009, le gouvernement canadien a par ailleurs annoncé aider économiquement la Colombie dans le futur.
La Colombie exporte vers le Canada du café, des bananes, du charbon et du combustible.